# Memory Motel
"Memory Motel" er en sang fra rock ‘n’ roll bandet The Rolling Stones album fra 1976 Black and Blue.
Balladen, der er krediteret til sangeren Mick Jagger og guitaristen Keith Richards (Richard på dette tidspunkt), blev indspillet på Musicland Studios, München, Tyskland, i marts og april 1975. Det er en af de få sange hvor Jagger og Richards synger sammen .
Jagger begyndte at skrive sangen før The Stones Tour of the Americas '75 startede, mens han boede sammen med Richards i Andy Warhols hus i Montauk, og færdiggjorde den mens de var på tour. Dette er reflekteret i sangens tekst hvor Jagger beskriver det at blive nødt til tage af sted ned til Baton Rouge, hvor The Stones spillede to opvarmningsshows ved Louisiana State University, og hvor han efterfølgende beskriver oplevelserne på vejen .
Titlen på sangen stammer fra et virkeligt hotel der ligger i Montauk, Long Island. Teksten har ofte skabt spekulationer om hvem denne "Hannah baby" i virkeligheden er, og et navn der ofte dukker frem af disse spekulationer er Carly Simon , da Jaggers beskrivelse af kvinden i sangen lyder:
| Citat | Hannah honey was a peachy kind of girl; Her eyes were hazel, And her nose were slightly curved.... | Citat |
|       | |       |

| Citat | Her eyes were hazel, And her teeth were slightly curved; She took my guitar and she began to play, She sang a song to me, Stuck right in my brain... | Citat |
|       | |       |

Black and Blue blev kendt som det album der blev brugt til at finde en erstatning for Mick Taylor, der forlod bandet kort tid før de begyndte at arbejde på albummet. Derfor spillede Richards ikke guitar på dette nummer. Harvey Mandel spillede nummerets elektriske guitar, mens Wayne Perkins spillede den akustiske. Bass og trommer blev spillet af henholdsvis Bill Wyman og Charlie Watts. Klaveret blev spillet af Jagger, mens det elektriske klaver spilles af Richards. Synthesizer blev spillet af Billy Preston. Koret bestod af Jagger, Richards og Preston .

### Fodnote
1. ↑  allmusic
2. ↑  Memory Motel
3. ↑  Memory Motel by The Rolling Stones Songfacts
4. ↑  Memory Motel